# Dendronephthya suensoni
Dendronephthya suensoni is een zachte koraalsoort uit de familie Nephtheidae. De koraalsoort komt uit het geslacht Dendronephthya. Dendronephthya suensoni werd in 1895 voor het eerst wetenschappelijk beschreven door Holm. 